# Dragon Challenge
Dragon Challenge (bis Mai 2010 Dueling Dragons) in den Universal Studios Islands of Adventure (Orlando, Florida, USA) waren zwei Stahlachterbahnen vom Modell Inverted Coaster des Herstellers Bolliger & Mabillard, die am 28. Mai 1999 eröffnet wurden. Die Bahnen wurden am 5. Mai 2010 für Renovierungszwecke geschlossen und am 18. Juni 2010 zusammen mit dem neuen Themenbereich The Wizarding World of Harry Potter wiedereröffnet. Am 4. September 2017 wurde die Attraktion endgültig geschlossen.

## Geschichte

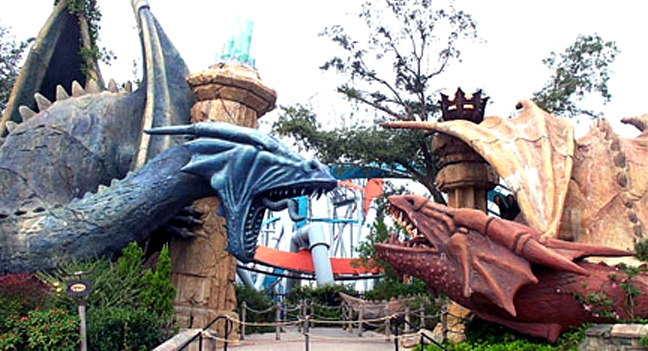
Der frühere Eingang

Dragon Challenge wurde als Dueling Dragons am 28. Mai 1999 zusammen mit dem ganzen Park eröffnet und war Teil des Themenbereichs The Lost Continent. Das Thema der Bahn waren zwei sich duellierende Drachen: Fire (Feuer) und Ice (Eis).
Die Strecken Fire Dragon und Ice Dragon besaßen zwei parallele Lifthills, hatten jedoch unterschiedliche Streckenverläufe. Hierbei kamen sich die beiden Züge dreimal bis auf 50 cm Entfernung nahe. Dieser Effekt wird auch als Near Missing bzw. Near Collision Point bezeichnet. Dadurch hatten die Fahrgäste den Eindruck, dass sie gleich mit dem anderen Zug kollidieren werden. Um diesen Effekt zu garantieren, wurde zu Beginn der Fahrt der Zug mit den Fahrgäste gewogen und entsprechend zeitverzögert auf den Lifthill geschickt. Somit wurde gewährleistet, dass die Züge alle drei Stellen gleichzeitig befuhren.
Im September 2008 wurde der eigentliche Eingang der Bahn in den Themenbereich von Jurassic Park gelegt, um die Bauarbeiten an der Wizarding World nicht zu behindern. Am 5. Mai 2010 wurde die Bahn daraufhin kurzzeitig geschlossen. Zusammen mit der Wizarding World of Harry Potter wurde die Bahn am 18. Juni 2010 unter dem Namen „Dragon Challenge“ wiedereröffnet, wobei Fire Dragon in Chinese Fireball und Ice Dragon in Hungarian Horntail umbenannt wurde.
Im Oktober 2011 wurde bekanntgegeben, dass die beiden Achterbahnen nicht mehr parallel, sondern zeitversetzt fahren werden. Grund dafür ist ein Zwischenfall mit einem 52 Jahre alten Parkbesucher, der durch einen losen Gegenstand während der Fahrt am Kopf verletzt wurde und ein Auge verlor. Somit wurde der eigentliche Konzeptionsgrund der Bahn nicht mehr beachtet, da es keine Near-Missing-Effekte mehr gibt.

## Fahrt

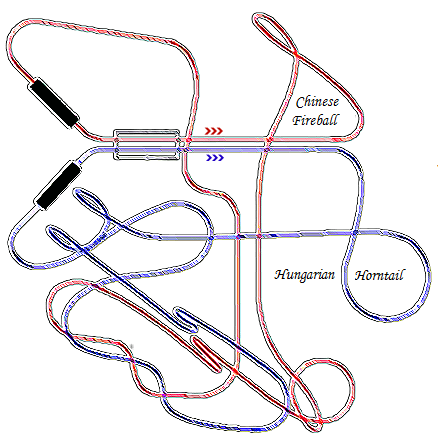
Schienenlayout

### Chinese Fireball
Beim Chinese Fireball (rote Schiene) folgte nach dem 38,1 m hohen Lifthill und der 35,1 m hohen linksgeneigten Abfahrt ein Immelmann. Danach folgte ein Airtime-Hügel über die Zero-g-Roll von Hungarian Horntail (früheres Near-Miss-Element), der in einem weiteren Immelmann endet. Nach einer weiteren 360°-Rechtskurve fuhr der Zug in den nächsten früheren Near-Miss-Bereich ein: ein Looping mit einem sich nach einer 180°-Linkskurve anschließenden Korkenzieher. Der Zug durchfuhr noch einen Korkenzieher, bevor er in die Schlussbremse einfuhr.

### Hungarian Horntail
Beim Hungarian Horntail (blaue Schiene) folgte nach dessen 29 m hohen rechtsgeneigten Abfahrt eine für Bolliger & Mabillard Inverted Coaster untypische 270°-Linkskurve, da es vorher – mit Ausnahme von Great Bear – nach der ersten Abfahrt immer eine Inversion gab. Nach der Kurve durchfuhr der Zug eine Zero-g-Roll unter dem Airtime-Hügel von Chinese Fireball (früheres Near-Miss-Element) und anschließend eine Cobra-Roll. Auch hier folgte der frühere Near-Miss-Bereich: ein Looping mit einem sich nach einer 180°-Rechtskurve anschließenden Korkenzieher. Der Zug durchfuhr noch mehrere Kurven, bevor er in die Schlussbremse einfuhr.

## Züge
Die Züge der Dragon Challenge besaßen jeweils acht Wagen. In jedem Wagen konnten vier Personen (eine Reihe) Platz nehmen. Die Fahrgäste mussten mindestens 1,37 m groß sein, um mitfahren zu dürfen. Als Rückhaltesystem kamen Schulterbügel zum Einsatz.

## Konstruktion

### Sicherheitsbügel
Die Sicherheitsbügel von Chinese Fireball waren gelb und die vom Hungarian Horntail sind blau. Allerdings sind die Sicherheitsbügel in der ersten Reihe von beiden Spuren pink, da sie die Zunge des Drachen darstellten. Jeder Zug hatte zwei Sitze (Reihe drei und sechs) für Personen mit bestimmten Körpergrößen.

### Schienen
Chinese Fireball war der einzige Inverted Coaster von Bolliger & Mabillard, der nicht mit einer Zero-g-Roll ausgestattet war. Hungarian Horntail war der erste Inverted Coaster von Bolliger & Mabillard, der nicht unmittelbar nach dem First Drop eine Inversion besaß.

### Geräuschlevel
Die Schienen waren mit Kies und Plastikstäben gefüllt, um das Rauschen zu verringern, aufgrund der Nähe zur Dr. Phillips High School. Kurz nachdem der Park eröffnete, wurden große Wände hinter der Attraktion errichtet, da sich Anwohner über das Schreien beschwert hatten.